# TrackMania
TrackMania — серия аркадных автосимуляторов для Windows, Nintendo DS, Wii, PlayStation 4, PlayStation 5, Xbox One и Xbox Series X/S, разработанная французской компанией Ubisoft Nadeo и шотландской компанией Firebrand Games. Вместо привычной практики выбора автомобиля и трассы для гонки, TrackMania позволяет играть на своих собственных трассах, созданных с использованием конструкций блоков. Является киберспортивной дисциплиной. В играх серии присутствует десять окружений: Snow (также известное как Alpine), Desert (также известное как Speed), Rally, Island, Bay, Coast, Stadium, Canyon, Valley и Lagoon.
В играх TrackMania основным режимом является гонки на время. В качестве вознаграждения в играх выдаются медали (бронза, серебро, золото, авторская медаль) за преодоление установленного времени в одиночном режиме. В играх также возможность устанавливать рекорды в различных онлайн-рейтингах. Автомобили других игроков видны на трассе, но не могут физически взаимодействовать друг с другом.

## Особенности серии игр
Отличительной особенностью игры является использование открытой спецификации и открытых форматов, что позволяет модифицировать игру, добавлять дополнения, писать скрипты. Причем все изменения игрока доступны всем другим игрокам, у которых эти модификации не установлены. Так, например, возможно:
- создавать новые модели и раскраски машин (формат 3DS и DDS)
- использовать аватары
- создавать визуальные модификации
- создавать новые трассы (используя текстовой или внутриигровой редактор)
- использовать внутриигровой редактор камер
- использовать форматирование текста (например, в никнейме или в названиях трасс)
- использовать жаб для сервера (счётчик рекордов, визуальное оформление и пр.)

### Режимы игры
В одиночной игре существует четыре режима:
- Гонка — задача бить рекорды и зарабатывать медали
- Головоломка — необходимо проложить с использованием имеющихся блоков трассу, а потом проехать её максимально быстро
- Платформа — нужно пройти трассу за минимальное количество восстановлений на чекпоинтах
- Трюки — в этом режиме нужно зарабатывать очки и медали, выполняя трюки

В многопользовательской игре существует пять режимов:
- Гонка на время — на карту дается определённое количество времени, для проезда трассы игрокам даётся неограниченное количество попыток. После окончания времени определяется первое, второе и остальные места
- Иду на обгон (Раунды) — игроки стартуют одновременно несколько раундов. На финише они получают определённое количество очков. Игра ведётся до достижения заданного количества очков. После достижения одним из игроков заданного количества очков, игра заканчивается и карта меняется
- Кубок — игроки стартуют одновременно. На финише они получают определённое количество очков. По достижении этого количества одним из игроков, он становится финалистом. Финалистов может быть несколько, в зависимости от настроек сервера. Как только финалист финиширует трек на первом месте — он займёт 1 место в игре и переместится в наблюдатели. Игра ведётся в несколько раундов до выигрыша заданного количества финалистов. Игра может вестись на нескольких картах подряд
- Командный режим — Игроки стартуют одновременно, разделённые по двум командам. После финиша определяется (по заданным параметрам) победившая команда, и она получает заданное количество очков. Игра ведётся несколько раундов до заданного количества очков.
- Трюки — на карту даётся определённое количество времени. Игроку даётся заданное автором трассы время. За это время игрок делает трюки, зарабатывая очки. Когда время, отведённое автором заканчивается — игрок начинает терять свои очки до тех пор, пока не финиширует. После конца отведённого сервером времени, определяется игрок, набравший бо́льшее количество очков.

## Игры серии
1. TrackMania (дата выхода: 28 ноября 2003 года) — первая часть серии
2. TrackMania Sunrise (дата выхода: 6 июня 2005 года) - новый графический движок
3. TrackMania Original (дата выхода: 14 ноября 2005 года) — переиздание версии 2003 года
4. TrackMania Sunrise eXtreme (дата выхода: декабрь 2005 года) — дополнение для TrackMania Sunrise
5. TrackMania Nations ESWC (дата выхода: 27 января 2006 года) — первая бесплатная часть, разработанная специально для соревнования ESWC
6. TrackMania United (дата выхода: 22 декабря 2006 года) — объединение всех предыдущих частей в одну
7. TrackMania United Forever (дата выхода: 15 апреля 2008 года) — платная версия
8. TrackMania Nations Forever (дата выхода: 16 апреля 2008 года) — бесплатная версия
9. TrackMania DS (дата выхода: 14 ноября 2008 года) — для платформы Nintendo DS
10. TrackMania Wii (дата выхода: 24 сентября 2010 года) — для платформы Wii
11. TrackMania²: Canyon (дата выхода: 13 сентября 2011 года)
12. TrackMania²: Stadium (дата выхода: 19 июня 2013 года)
13. TrackMania²: Valley (дата выхода: 3 июля 2013 года)
14. Trackmania® Turbo (дата выхода: 24 марта 2016 года)
15. TrackMania²: Lagoon (дата выхода: 25 мая 2017 года)
16. Trackmania (дата выхода: 1 июля 2020 года) — ремейк TrackMania Nations ESWC 2006 года